# (100452) 1996 RY27
(100452) 1996 RY27 es un asteroide perteneciente a asteroides que cruzan la órbita de Marte, descubierto el 10 de septiembre de 1996 por el equipo del Uppsala-DLR Trojan Survey desde el Observatorio de La Silla, Chile.

## Designación y nombre
Designado provisionalmente como 1996 RY27.

## Características orbitales
1996 RY27 está situado a una distancia media del Sol de 2,150 ua, pudiendo alejarse hasta 2,835 ua y acercarse hasta 1,465 ua. Su excentricidad es 0,318 y la inclinación orbital 0,937 grados. Emplea 1151 días en completar una órbita alrededor del Sol.

## Características físicas
La magnitud absoluta de 1996 RY27 es 17,7.